# Sportschule Schöneck

Logo

Die Sportschule Schöneck ist ein Trainings- und Ausbildungszentrum für Sportler im Karlsruher Stadtteil Durlach. Betreiber ist der Badische Fußballverband e. V., der hier auch seinen Sitz hat.

## Geschichte
Nach dem schon bald nach dem Ende des Zweiten Weltkriegs einsetzenden Aufstieg des Fußballsports stellte man beim Badischen Fußballverband (BFV) Überlegungen an, eine zentrale Ausbildungsstätte einzurichten. Als geeigneter Standort bot sich zunächst die ehemalige Reichssportschule Wilhelmshöhe in Ettlingen an, das Vorhaben scheiterte jedoch an der Stadt Ettlingen, die hier ein Altersheim einrichten wollte. Der BFV erwarb schließlich im Jahr 1951 das 50.000 Quadratmeter große Gelände „Gut Schöneck“ auf dem Durlacher Turmberg. 1953 waren die Anlagen – Stadion, Tennisplätze sowie das Turmberghaus als Unterkunfts-, Verwaltungs- und Wirtschaftsgebäude, 1954 kam die heutige Fritz-Meinzer-Halle hinzu – fertiggestellt, die Sportschule Schöneck wurde am 14. Mai 1953 eröffnet und am 11. und 12. Juli 1953 feierlich eingeweiht. Der erste Leiter der neuen Einrichtung wurde Hans Gruber, ein langjähriger Spieler des VfB Mühlburg, der bereits bei der Reichssportschule Wilhelmshöhe tätig gewesen war.
Eine der Prioritäten des BFV bzw. der Sportschule lag in der Ausbildung von Trainern und Jugendbetreuern für die zahlreichen in der Nachkriegszeit entstandenen Vereine. Daneben standen Lehrgänge für Spieler, die Aus- und Weiterbildung von Schiedsrichtern sowie Trainingsmöglichkeiten für Auswahlmannschaften auf dem Programm. Im Juni 1954 bereitete sich die deutsche Fußballnationalmannschaft unter Sepp Herberger in der Sportschule Schöneck auf die WM 1954 vor. Die Zufahrt zur Sportschule wurde nach dem Nationaltrainer in Sepp-Herberger-Weg benannt. Durch die idyllische Lage unweit des beliebten Ausflugsziels Turmberg wuchs der Andrang von Besuchern des Restaurants des „Turmberghauses“ und der zugehörigen Aussichtsterrasse im Lauf der Jahre derart an, dass Schöneck 1962 für Tagesgäste geschlossen wurde.
Die Sportschule Schöneck wuchs in den Jahrzehnten ihres Bestehens kontinuierlich an, allein zwischen 1984 und 2000 wurden rund 30 Millionen DM investiert. Wichtige Neubauten und Sanierungsmaßnahmen waren:
- 1966: Neubau Waldhaus
- 1972: Neubau Halle 2/Schwimmbad
- 1979: Neubau Verwaltungsgebäude
- 1986: Neubau Arkadenhaus
- 1987/88: Sanierung Turmberghaus
- 1987/89: Sanierung Halle I
- 1988/89: Umgestaltung Stadion
- 1990: Neubau Halle 3 mit Kunstrasenplatz (60 m × 40 m), bei der sich nach „Cabrio-Art“ das Dach öffnen lässt
- 1992: Sanierung Waldhaus
- 1991/95: Dacherneuerung und Sanierung Schwimmhalle und Halle 2

Während der Covid-19-Pandemie begaben sich die Profis des Karlsruher SC in der Sportschule in Quarantäne und bereiteten sich auf die Fortsetzung der Zweitliga-Saison 2019/20 vor.

## Heutige Nutzung
Die Anlagen der Sportschule Schöneck umfassen heute:
- drei Fußballplätze, davon ein Kunstrasenplatz
- drei Sporthallen
- ein Hallenbad
- zwei Tennisplätze
- zwei Beachvolleyballplätze
- einen Ringer- und Judoraum

sowie einen Fitnessraum, eine Kegelbahn und eine Sauna. Für Schulungen, Seminare und Tagungen stehen mehrere Räume unterschiedlicher Größe zur Verfügung. In der Nutzung des Schulungs- und Trainingszentrums übertreffen mittlerweile andere Sportarten den Fußball um das Doppelte.
Der Schwerpunkt liegt in der Aus- und Fortbildung von Übungsleitern, der Veranstaltung von Seminaren und der Bereitstellung von Trainingsmöglichkeiten für Mannschaften und Einzelsportler. Die Anlage bot von Anfang an auch Beherbergungsmöglichkeiten an, die Zahl der Betten wurde von 1953 bis heute von 52 auf 172 erhöht und die Anzahl der Übernachtungen beträgt heute etwa 35.000 jährlich.